# Список особо охраняемых природных территорий Белгородской области
В Белгородской области ООПТ всех видов имеют общую площадь 301106,9391 га, что составляет 11,1% территории области.

## Заповедники и региональные природные парки

### Заповедники
- Заповедник Белогорье:
  - участок Лес на Ворскле
  - участок Острасьевы яры
  - участок Ямская степь
  - участок Лысые горы
  - участок Стенки-Изгорья

### Региональные природные парки
- Хотмыжский
- Ровеньский:
  - участок Айдарский
  - участок Лысая Гора
  - участок Сарма
  - участок Нагольное
  - участок Серебрянский

## Заказники

### Комплексные заказники
- Болотный комплекс с незамерзающими родниками и ольшанниками в пойме реки Липовый Донец около сел Непхаево, Вислое, Терновка и Шопино.
- Заболоченная пойма реки Ольшанка

### Ботанические заказники
- Алексеевский район
  - Меловая гора. Заказник расположен на въезде в город Алексеевка со стороны Опытной станции и занимает склон меловых обнажений. Выходы карбонатных пород с произрастающей на них кальцефитной степью. Встречаются редкие виды кальцефильных растений Красной книги РФ (левкой душистый, дубровник беловойлочный, ивнянка меловая и др.). Общая площадь - 10 га. 50°38,55′ с. ш. 38°40,25′ в. д.HGЯO
  - Эталонное насаждение (генетический резерват) дуба черешчатого в кварталах №61,62 целостного массива лесного фонда ОКУ «Алексеевское лесничество». Расположен в районе урочища Кордон Казённый (Городищенское лесничество). Известен также как Корабельная дубрава, - старовозрастные насаждения дуба черешчатого возрастом более 100 лет. Общая площадь - 127,0 га. 50°41,75′ с. ш. 38°43,55′ в. д.HGЯO
- Белгородский район
  - Шопинская Степь
  - Соломинская Дубрава
  - Урочища Быково и Среднее
  - Урочище Монастырский Лес
  - Урочище Шеленково
- Валуйский район
  - Урочище Борки
  - Урочище Сниженные альпы
  - Урочище Городище
  - Урочище Жиров лог
- Вейделевский район
  - Урочище Гнилое
- Красненский район
  - Балка Хвощеватая
  - Урочище Большой лог
- Шебекинский район
  - Урочище Бекарюковский бор (с. Маломихайловка)
  - Урочище Аркатов Лог (с. Чураево)
  - Урочище Бор на мелу (с. Чураево)

- Балка Василевская
- Урочище Долгое
- Урочище Пушкарская Дача
- Попов рукав
- Урочище Большое Сорное

### Гидрологические заказники
- Озеро Лебяжье. Расположено на южной окраине города Алексеевка у автодороги Алексеевка - Валуйки. Общая площадь - 1 га. 50°35,77′ с. ш. 38°39,15′ в. д.HGЯO
- Река "Котел"[2][1]
- Река "Убля"[2][1]
- Солдатское водохранилище

### Зоологические заказники
- Урочище Тоненькое
- Балка

## Памятники природы

### Алексеевский район
- Бывшее имение  Станкевича
- Родник "Священный"
- Родник у "Панского моста" в пойме  р. Тихая Сосна
- Родник "Мазневская криница". Расположен в пойме реки Тихая Сосна западнее с. Колтуновка. Общая площадь - 0,7 га. 50°39,15′ с. ш. 38°45,62′ в. д.HGЯO
- Родник в урочище "Караешник"
- Участок Крымской сосны (в городе Алексеевка). Расположен по ул. Победы (бывш. ул. Ленина). Общая площадь - 0,3 га. 50°37,70′ с. ш. 38°41,29′ в. д.HGЯO
- Участок Крымской сосны (у села Новоселовка)

### Белгородский район
- Дуб- долгожитель (поселок Дубовое)

### Белгород
- Уксусное дерево
- Родник "Монастырский колодезь"

### Борисовский район
- Родник  "Пичурская криница"
- Родник "Холодная криница"
- Родник "Чередниковская криница"

### Валуйский район
- Монастырская пещера, Турецкий вал

### Вейделевский район
- участок нетронутой степи

### Грайворонский район
- Родник у х. Масычево, приток р. Ворскла
- Родник у южного берега пруда "Лисенок"
- Кривой дуб (между селами Косилово и Ломное)

### Корочанский район
- меловые обнажения (около села Хмелевое)

### Шебекинский район
- группа меловых сосен (около села Чураево)
- группа меловых сосен (около села Кошлаково)
- участок мелового лога (около села Козмодемьяновка)